# James Xavier McLanahan
James Xavier McLanahan (* 1809 bei Greencastle, Franklin County, Pennsylvania; † 16. Dezember 1861 in New York City) war ein US-amerikanischer Politiker. Zwischen 1849 und 1853 vertrat er den Bundesstaat Pennsylvania im US-Repräsentantenhaus.

## Werdegang
James McLanahan war der Enkel von Andrew Gregg (1755–1835), der den Staat Pennsylvania in beiden Kammern des Kongresses vertrat. Bis 1827 besuchte er das Dickinson College in Carlisle. Nach einem Jurastudium und seiner 1837 erfolgten Zulassung als Rechtsanwalt begann er in Chambersburg in diesem Beruf zu arbeiten. Gleichzeitig schlug er als Mitglied der Demokratischen Partei eine politische Laufbahn ein. Zwischen 1842 und 1844 saß er im Senat von Pennsylvania.
Bei den Kongresswahlen des Jahres 1848 wurde McLanahan im 16. Wahlbezirk von Pennsylvania in das US-Repräsentantenhaus in Washington, D.C. gewählt, wo er am 4. März 1849 die Nachfolge von Jasper Ewing Brady antrat. Nach einer Wiederwahl konnte er bis zum 3. März 1853 zwei Legislaturperioden im Kongress absolvieren. Ab 1851 war er Vorsitzender des Justizausschusses. Seine Zeit im Kongress wurde von den Diskussionen um die Sklaverei geprägt. Damals wurde auch der von Henry Clay ausgearbeitete Kompromiss von 1850 verabschiedet.
Im Jahr 1852 verzichtete James McLanahan auf eine erneute Kongresskandidatur. Nach dem Ende seiner Zeit im US-Repräsentantenhaus praktizierte er wieder als Anwalt. Er starb am 16. Dezember 1861 in New York.